# Religiose ospedaliere di San Giuseppe
Le religiose ospedaliere di San Giuseppe (in francese Religieuses Hospitalières de Saint-Joseph) sono un istituto religioso femminile di diritto pontificio: le suore di questa congregazione pospongono al loro nome la sigla R.H.S.J.

## Storia
La congregazione sorse per iniziativa di Jérôme Le Royer de la Dauversière (1597-1659), esattore delle imposte a La Flèche e benefattore dell'ospedale locale. Elaborò il progetto di fondare un ospedale sull'isola di Montréal (ancora disabitata) e di istituire una compagnia di religiose per gestirlo: nel 1634 Marie de La Ferre (ritenuta cofondatrice della congregazione) e Anne de Fourneau presero servizio nell'ospedale di La Flèche e Le Royer le scelse per dare inizio alla nuova famiglia religiosa; con l'aiuto dei gesuiti, che redassero anche delle costituzioni per la comunità, le donne vennero iniziate alla vita religiosa e presero il nome di Ospedaliere di San Giuseppe, in segno di devozione alla Sacra Famiglia.
Luigi XIII concesse alle ospedaliere lettere patenti di riconoscimento e Claude de Rueil, vescovo di Angers, approvò la compagnia il 19 ottobre 1643.
Intanto Le Royer nel 1635 aveva incontrato a Parigi Jean-Jacques Olier e insieme avevano organizzarono l'invio di religiosi nella Nuova Francia: sorse così la colonia di Ville-Marie, il primo stabile insediamento europeo sull'isola di Montréal. Nel 1659 le prime Ospedaliere di San Giuseppe partirono per il Canada.
Nel 1662 vennero introdotti i voti solenni, approvati da papa Alessandro VII nel 1666, che diedero un carattere monastico alla congregazione. Le religiose, che si diffusero rapidamente nelle Americhe e in Francia, si organizzarono in comunità autonome, senza legami giuridici con la casa madre:nel 1953 le case americane di Ospedaliere di San Giuseppe si riunirono in un'unica congregazione centralizzata e nel 1965 anche le case francesi aderirono all'unione.

## Attività e diffusione
Le religiose si dedicano essenzialmente ad attività di carattere assistenziale e sociale nei confronti degli ammalati.
La congregazione è presente in Canada, Stati Uniti d'America, Perù, Messico, Repubblica Dominicana e Francia; la sede generalizia è a Montréal.
Alla fine del 2008 la congregazione contava 294 religiose in 39 case.